# 大高村镇
大高村镇，是中华人民共和国河北省邢台市南宫市下辖的一个乡镇级行政单位。

## 行政区划
大高村镇下辖以下地区：
大高村、西高村、小高村、张土营村、王土营村、董土营村、焦旺村、宋旺村、阎旺村、梁家庄村、古家庄村、孟家庄村、石家庄村、小杨家庄村、洼里村、王小寨村、候小寨村、尹小寨村、孙村、刘孟村、前尔家铺村、后尔家铺村、后王家村、后陈家村、南刘家庄村、李家庄村、前王家村、前陈家村和林家庄村。